# グリソム (小惑星)
グリソム (2161 Grissom) は、小惑星帯に位置する小惑星。1963年、インディアナ小惑星計画 (Indiana Asteroid Program) によりゲーテ・リンク天文台で発見された。

## 名称
アメリカ合衆国の宇宙飛行士ガス・グリソム（1926年 - 1967年）をしのんで命名された。
グリソムはマーキュリー計画で米国最初期の宇宙飛行士となった7人（マーキュリー・セブン）の一人である。1961年にはマーキュリー・レッドストーン4号で有人飛行を行い、宇宙に行った2人目の米国人となった。1965年からのジェミニ計画に参加し、ジェミニ3号で同計画初の有人飛行を行っている。その後、アポロ計画にも参加、アポロ1号の船長となるが、1967年の火災事故によって死亡した。
この命名はD. Owings と F. K. Edmondson.によって提案された。